# Список умерших в 1786 году
В этой статье представлен список известных людей, умерших в 1786 году.
См. также: Категория:Умершие в 1786 году

## Апрель
- 7 апреля — Брюс, Прасковья Александровна — придворная дама Екатерины II
- 10 апреля — Байрон, Джон — британский вице-адмирал.
- 22 апреля — Курбатов, Пётр Петрович — писатель, член Коллегии иностранных дел, сын дипломата Петра Васильевича Курбатова.

## Август

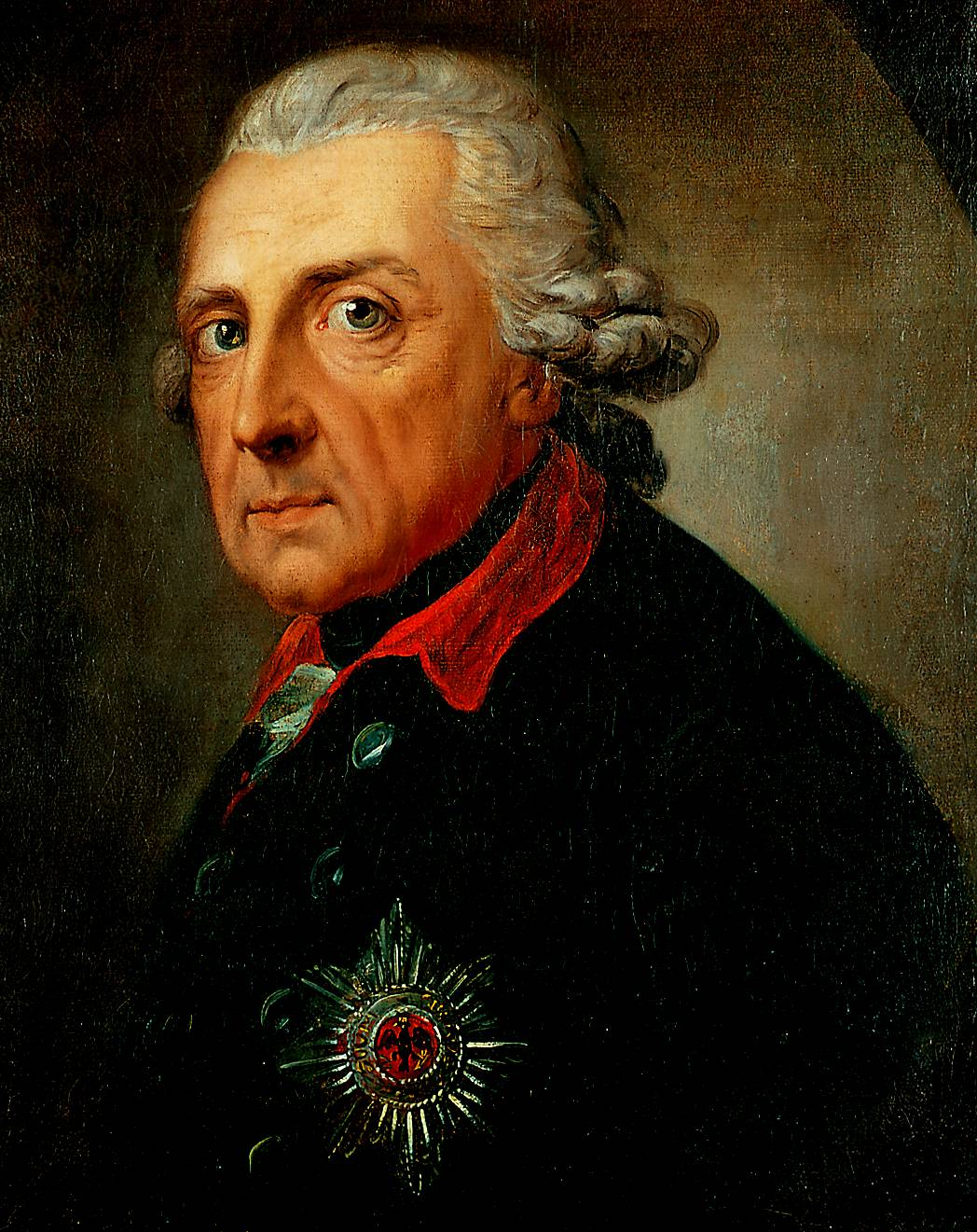
Фридрих II

- 17 августа — Фридрих II — король Пруссии с 1740 года.